# Barão de Monte Alto
Barão de Monte Alto è un comune del Brasile nello Stato del Minas Gerais, parte della mesoregione della Zona da Mata e della microregione di Muriaé.